# Dazopride
Dazopride (AHR-5531) là một chất chống nôn và tiêu hóa thuộc nhóm benzamide không bao giờ được bán trên thị trường. Nó hoạt động như một chất đối kháng thụ thể 5-HT 3 và chất chủ vận thụ thể 5-HT4. Ngoài tác dụng tiêu hóa, dazopride tạo điều kiện thuận lợi cho việc học tập và trí nhớ ở chuột.